# Sikosaari (ö i Egentliga Tavastland, Forssa)
Sikosaari är en ö i Finland. Den ligger i sjön Rautajärvi och i kommunen Tammela i den ekonomiska regionen  Forssa ekonomiska region  och landskapet Egentliga Tavastland, i den södra delen av landet, 90 km nordväst om huvudstaden Helsingfors. Öns area är 0,5 hektar och dess största längd är 120 meter i öst-västlig riktning.